# Экбауэр, Эдит
Эдит Экбауэр (нем. Edith Eckbauer; род. 27 октября 1949, Мюнхен), в девичестве Бауман (нем. Baumann) — немецкая гребчиха, выступавшая за сборную ФРГ по академической гребле в 1970-х годах. Обладательница бронзовой медали летних Олимпийских игр в Монреале, призёрка чемпионатов Европы и мира, победительница регат национального и международного значения.

## Биография
Эдит Бауман родилась 27 октября 1949 года в Мюнхене. Проходила подготовку в городе Пассау в местном гребном клубе «Пассауэр».
Впервые заявила о себе в гребле в 1970 году, выиграв золотую медаль на чемпионате ФРГ по академической гребле.
Первого серьёзного успеха на взрослом международном уровне добилась в сезоне 1971 года, когда вошла в основной состав западногерманской национальной сборной и побывала на чемпионате Европы в Копенгагене, откуда привезла награду бронзового достоинства, выигранную в зачёте женских парных одиночек.
В 1973 году на европейском первенстве в Москве вновь стала бронзовой призёркой в одиночках.
На чемпионате мира 1975 года в Ноттингеме завоевала бронзовую медаль в программе распашных рулевых четвёрок, пропустив вперёд только экипажи из ГДР и Болгарии.
Благодаря череде удачных выступлений удостоилась права защищать честь страны на летних Олимпийских играх 1976 года в Монреале — вместе с напарницей Теа Айнёдер выиграла в безрульных двойках бронзовую олимпийскую медаль, уступив в финале командам из Болгарии и Восточной Германии. Это была первая олимпийская медаль в истории женской западногерманской академической гребли.
Вскоре по окончании монреальской Олимпиады Экбауэр приняла решение завершить карьеру спортсменки. За выдающиеся спортивные достижения была награждена президентом Вальтером Шеелем высшей спортивной наградой Германии «Серебряный лавровый лист».